# A Lesson in Romantics
A Lesson in Romantics es el primer álbum de estudio de la banda estadounidense de pop punk Mayday Parade. Fue lanzado el 10 de julio de 2007 a través del sello discográfico Fearless Records. En noviembre se lanzó un video musical de "When I Get Home, You're So Dead" y la canción se lanzó como sencillo un mes después. "Jamie All Over" se lanzó como sencillo en mayo de 2008 y dos meses después se lanzó un video musical de la canción. Luego, la banda realizó una gira como parte de la edición 2008 de Warped Tour.
Mayday Parade luego lanzaría la versión de aniversario del álbum llamada A Lesson in Romantics (Anniversary Edition), junto con la versión de comentarios, en 2017. La edición de aniversario del álbum incluye una canción inédita llamada "Coming Back With Winter". ", que incluye el coro de "Save Your Heart" (en Anywhere but Here).

## Lista de canciones
| N.º | Título | Duración |  |
| 1.  | «Jamie All Over»                                                                                           | 3:36     |  |
| 2.  | «Black Cat»                                                                                                | 3:23     |  |
| 3.  | «When I Get Home, You're So Dead»                                                                          | 3:13     |  |
| 4.  | «Jersey»                                                                                                   | 3:29     |  |
| 5.  | «If You Wanted a Song Written About You, All You Had to Do Was Ask»                                        | 4:04     |  |
| 6.  | «Miserable at Best»                                                                                        | 5:16     |  |
| 7.  | «Walk on Water or Drown»                                                                                   | 3:29     |  |
| 8.  | «Ocean and Atlantic»                                                                                       | 3:30     |  |
| 9.  | «I'd Hate to Be You When People Find Out What This Song Is About»                                          | 4:01     |  |
| 10. | «Take This to Heart»                                                                                       | 4:07     |  |
| 11. | «Champagne's for Celebrating (I'll Have a Martini)»                                                        | 3:56     |  |
| 12. | «You Be the Anchor That Keeps My Feet on the Ground, I'll Be the Wings That Keep Your Heart in the Clouds» | 4:38     |  |

Bonus tracks
| N.º | Título                                                             | Duración |  |
| 13. | «Three Cheers for Five Years (acústico)» (de Punk Goes Acoustic 2) | 4:53     |  |
| 14. | «One Man Drinking Games» (de Tales Told by Dead Friends)           | 4:39     |  |

A Lesson in Romantics (Anniversary Edition)
| N.º | Título | Duración |  |
| 13. | «Coming Back with Winter» (demo)                                                                                  | 3:50     |  |
| 14. | «Black Cat» (demo)                                                                                                | 3:23     |  |
| 15. | «If You Wanted a Song Written About You, All You Had to Do Was Ask» (demo)                                        | 3:57     |  |
| 16. | «Ocean and Atlantic» (demo)                                                                                       | 3:31     |  |
| 17. | «Champagne's for Celebrating (I'll Have a Martini)» (demo)                                                        | 3:54     |  |
| 18. | «You Be the Anchor That Keeps My Feet on the Ground, I'll Be the Wings That Keep Your Heart in the Clouds» (demo) | 4:45     |  |

## Posicionamiento en lista
| Lista (2007)                      | Posición |
| --------------------------------- | -------- |
| U.S. Billboard Heatseekers Albums | 8        |
| U.S. Billboard Independent Albums | 31       |

## Personal
Mayday Parade
- Derek Sanders - voz principal
- Alex García - guitarra principal
- Brooks Betts - guitarra rítmica
- Jeremy Lenzo - bajo, coros
- Jake Bundrick - batería, coros